# Spragueville (Iowa)
Spragueville es una ciudad ubicada en el condado de Jackson en el estado estadounidense de Iowa. En el Censo de 2010 tenía una población de 81 habitantes y una densidad poblacional de 46,89 personas por km².

## Geografía
Spragueville se encuentra ubicada en las coordenadas 42°4′18″N 90°25′55″O / 42.07167, -90.43194. Según la Oficina del Censo de los Estados Unidos, Spragueville tiene una superficie total de 1.73 km², de la cual 1.73 km² corresponden a tierra firme y (0%) 0 km² es agua.

## Demografía
Según el censo de 2010, había 81 personas residiendo en Spragueville. La densidad de población era de 46,89 hab./km². De los 81 habitantes, Spragueville estaba compuesto por el 100% blancos, el 0% eran afroamericanos, el 0% eran amerindios, el 0% eran asiáticos, el 0% eran isleños del Pacífico, el 0% eran de otras razas y el 0% pertenecían a dos o más razas. Del total de la población el 2.47% eran hispanos o latinos de cualquier raza.